# Osamělý rodič
Osamělý rodič je rodič, který žije bez partnera a pečuje o nezaopatřené dítě. Dochází k tomu zpravidla buď rozchodem rodičů, anebo úmrtím jednoho z nich. Často v takovém případě tato neúplná rodina a její členové trpí sociálními, psychologickými anebo výchovnými problémy, proto bývá problematika osamělých rodičů jedním z úkolů státní sociální péče i dobročinných organizací.
V České republice je osamělý rodič definován v § 7 odst. 7 zákona č. 117/1995 Sb., o státní sociální podpoře: „Za osamělého rodiče se pro účely tohoto zákona považuje rodič, který je svobodný, ovdovělý nebo rozvedený, pokud nežije s druhem. K druhovi (družce) se jako ke společně posuzované osobě přihlíží, jen žije-li s oprávněnou osobou (odstavec 1) nebo s osobou uvedenou v odstavci 2 alespoň tři měsíce. Za osamělého rodiče se nepovažuje rodič, který žije v registrovaném partnerství.“ 
Zcela jiný význam má pojem samoživitel nebo samoživitelka. Tento pojem není definovaný v žádném celostátně účinném právním předpisu, a ani se v právních předpisech neužívá. Význam tohoto pojmu je neurčitý a nejednoznačný. Podle jazykového výkladu by za samoživitele měla být považována osoba, která "se sama živí", to jest prostředky na živobytí má z vlastních zdrojů (získávané vlastním přičiněním). Jde tedy o osobu ekonomicky soběstačnou, která nečerpá dávky státní sociální podpory, nepřijímá výživné od jiných osob a netvoří společně hospodařící domácnost s dalšími osobami. Není známo, zda za samoživitele má být považována každá osoba která tvoří jednočlennou domácnost, nebo pouze osoba která má ve své péči nezaopatřené dítě. Není zřejmé zda při společné či střídavé péči o dítě rozvedených rodičů mají za samoživitele být označeni oba, nebo pouze jeden z nich, a případně který z obou rodičů to má být. 
Přesto jsou pojmy samoživitel nebo samoživitelka laicky používány. Například v roce 2022 byl na Seznam Zprávy publikován novinový článek obsahující tato tvrzení: "Ministerstvo práce a sociálních věcí zcela konkrétně určuje, koho stát považuje za samoživitele". "Rozvedený rodič rovná se samoživitel". Nic z toho ovšem není pravda. 